# Griefstedt
Griefstedt är en kommun och ort i Landkreis Sömmerda i förbundslandet Thüringen i Tyskland.
Kommunen ingår i förvaltningsgemenskapen Kindelbrück tillsammans med kommunerna Büchel, Günstedt, Kindelbrück och Riethgen.